# Victor Fleming
Victor Fleming (23. února 1889 Pasadena – 6. ledna 1949) byl americký režisér, kameraman a producent. Proslavil se díky filmům Čaroděj ze země Oz (1939), který režíroval společně s Kingem Vidorem, Georgem Cukorem, Mervynen LeRoyem a Normanem Taurogem, a Jih proti Severu (1939), za který získal Oscara za nejlepší režii. V roce 1941 režíroval film Dr. Jekyll a pan Hyde. Jeho posledním snímkem byla Johanka z Arcu (1948).